# Müller-Rochowsynthese

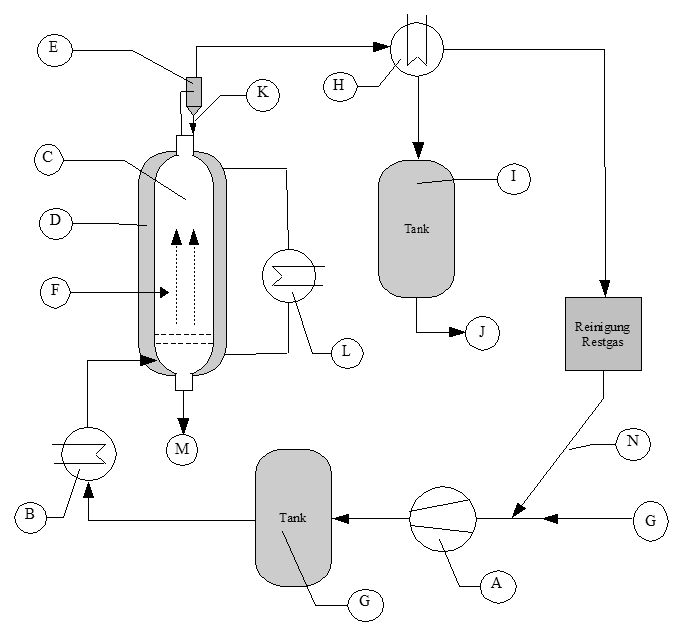
Processchema

De Müller-Rochowsynthese of directe synthese is een procedé voor de bereiding op industriële schaal van organohalosilanen, dit zijn organische siliciumverbindingen waarin silicium verbonden is aan koolwaterstofgroepen (arylgroepen of alkylgroepen) en aan één of meerdere halogeenatomen.
Het is genoemd naar de Amerikaan Eugene G. Rochow en de Duitser Richard Müller, die het onafhankelijk van elkaar ontdekten in het begin van de jaren 1940.

## De reactie
De reactie bestaat uit de directe omzetting van poedervormig siliciummetaal met een organische halogeenverbinding, bijvoorbeeld met methylchloride, chloorbenzeen, methylbromide of ethylchloride; de beste resultaten worden bekomen met methylchloride. Als katalysator wordt koper gebruikt of een koperverbinding. Het koper wordt eerst in fijn verdeelde vorm op het silicium afgezet; men noemt dit de activering van het silicium. Gewoonlijk komt daar nog een kleine hoeveelheid "promotor" bij, die de activiteit van de katalysator nog verhoogt; dit is bijvoorbeeld zink, tin of magnesium.
De reactie wordt meestal uitgevoerd in een wervelbedreactor, bij een temperatuur van ongeveer 300 °C. Methylchloride wordt door het wervelbed, dat bestaat uit de silicium-kopermassa, geleid, en de gasvormige reactieproducten worden opgevangen en gecondenseerd en kunnen gescheiden worden door destillatie. Het reactieproduct is inderdaad een mengsel van methylchloorsilanen: trimethylchloorsilaan, dimethyldichloorsilaan, methyltrichloorsilaan, tetrachloorsilaan, dimethyltetrachlordisilaan en nog andere silanen; het hoofdbestanddeel is dimethyldichloorsilaan (CH3)2SiCl2:
x MeCl + Si → Me3SiCl, Me2SiCl2, MeSiCl3, ... (Me = methylgroep)
De reactie is exotherm en de reactiewarmte kan in het wervelbed gemakkelijk afgevoerd worden. Dit voorkomt een ongecontroleerde stijging van de temperatuur in het bed en de vorming van ongewenste tri- en tetrachloorsilanen bij hogere temperatuur; men gebruikt de reactie vooral voor de synthese van dimethyldichloorsilaan, het uitgangsproduct voor polydimethylsiloxaan en andere siliconen.

## Directe synthese van alkoxysilanen
Het mechanisme van de directe synthese wordt ook gebruikt voor de productie van alkoxysilanen, organische siliciumverbindingen waarin alkoxygroepen verbonden zijn aan silicium. In dit geval reageert het siliciummetaal met een alcohol, bijvoorbeeld methanol, ethanol of isopropylalcohol. De reactie gebeurt opnieuw met een koperkatalysator, in een wervelbedreactor of in een slurryreactor; die is gevuld met een vloeistof waarin het poeder in suspensie wordt gehouden en waarin het alcohol wordt toegevoegd. De reactietemperatuur ligt tussen 150 en 300 °C en de vloeistof (bijvoorbeeld een thermische olie) moet een voldoend hoog kookpunt hebben en stabiel zijn bij deze temperaturen.
x MeOH + Si → (MeO)3SiH, (MeO)2SiH2, MeOSiH3, ... (+ H2)
Het gewenste product is gewoonlijk de trialkoxysilaan, in dit geval dus trimethoxysilaan. Trialkoxysilanen zijn zeer reactieve verbindingen die gemakkelijk met andere organische verbindingen kunnen reageren.